# Philodendron recurvifolium
Philodendron recurvifolium är en kallaväxtart som beskrevs av Heinrich Wilhelm Schott. Philodendron recurvifolium ingår i släktet Philodendron och familjen kallaväxter. Inga underarter finns listade.